# Mare Nostrum (film)
Mare Nostrum (ang. Mare Nostrum) – amerykański niemy film wojenny z 1926 roku w reżyserii Rexa Ingrama. Wyprodukowany przez Metro-Goldwyn. Film jest adaptacją powieści Vincente Blasco Ibáñeza.